# Faro Punta Lutrin
El Faro Punta Lutrín, también conocido como Faro Lutrín o Faro del Parque es un faro perteneciente a la red de faros de Chile. Se ubica en el sector Punta Lutrín en uno de los extremos del Parque Lota, en la Región del Biobío. Entró en servicio el 31 de diciembre de 1894. Está formado por una torre de hierro cilíndrica con una franja horizontal roja en fondo blanco.
Este faro fue construido en pleno auge de la minería del carbón en Lota, orientando la recalada de naves a los terminales mineros de Lota y Coronel. En sus inicios la base del faro siguió la línea arquitectónica del Palacio Cousiño ubicado en dependencias del mismo parque.
En la actualidad, además de ser un atractivo turístico del parque y ser accesible por los turistas, presta servicio regular a embarcaciones que transitan frente a la Región del Biobío.